# 程廷策
程廷策（1521年—1577年），字汝揚，號石峯，直隸徽州府休寧縣人，民籍，明朝政治人物。

## 生平
應天府鄉試第七十八名舉人。嘉靖三十二年（1553年）中式癸丑科二甲第九十一名進士。工部观政，授户部山西司主事，丁父母忧归。服阕补陕西司主事，署广东司员外郎，历陕西司郎中，先后监诸马房、牛房、象房，主都门告缗，监十库、监兑江西、监运大通桥、监太仓库。既入署，兼摄广东司、广西司、山东司。出为辰州府知府，被弹劾辞官，卒年五十七。平生多著书，有《读易琐言》、《中星圖》、《忠孝經訂註》等。

## 家族
曾祖程永禎；祖父程天然；父程蓋興，母孫氏。兄汝台（监生）、汝廉（监生）、汝誠（生员）、弟廷訓、廷龍、廷佐。